# Ольхин, Александр Александрович (генерал)
Александр Александрович Ольхин (20 июня (2 июля) 1812 ― 7 (19) апреля 1873) — военный деятель, генерал-лейтенант артиллерии, начальник полевой артиллерии в Финляндии, член Оружейного комитета, совещательный член оружейной комиссии Артиллерийского комитета Главного артиллерийского управления.

## Биография
Сын купца, коммерции советника А. В. Ольхина. Родился в Санкт-Петербурге. Крещён в Исаакиевской церкви. Крёстными были коммерции советник Ефим Федорович Измайлов и купеческая вдова Мария Васильева Никифорова. 
В 1825 г. оступил учиться в Благородный пансион  при Санкт-Петербургском университете. После этого, 2 (14) декабря 1829, был определён на службу в Михайловское Артиллерийское училище фейерверкером 4-го класса. 22 января (3 февраля) 1833, после экзаменов, был произведён в прапорщики, с зачислением по полевой пешей артиллерии и оставлении при том же училище для продолжения курса высших наук. С 3 (15) февраля 1834 перевёлся прапорщиком 15-й полевой артиллерийской бригады, батарейной № 1-го роты (с 22 февраля (6 марта) 1834 наименована батарейной № 4-го батареей 12-й полевой артиллерийской бригады; с 26 апреля (8 мая) 1835 наименована батарейной № 4-го батареей 18-й полевой артиллерийской бригады); производится на вакансию подпоручиком 8 (20) сентября 1835. Переведён подпоручиком в гренадерские батареи 3-й Гвардейской и Гренадерской артиллерийской бригады с 24 мая (5 июня) 1836. 10 (22) августа 1837 за отличие по службе был произведён в поручики. 
Назначен адъютантом начальника Управления штаба Его Императорского Высочества генерал-фельдцейхмейстера (инспектора всей артиллерии) 3 (15) января 1840, действовавшего параллельно с Артиллерийским департаментом Военного министерства. Ведению Управления штаба генерал-фельдцейхмейстера непосредственно принадлежали инспекторская, строевая, учебная, искусственная и учебная часть артиллерии. В обязанности штаба генерал-фельдцейхмейстера входили составление подробных сведений о состоянии материальной части артиллерии; ведение дел по содержанию в исправности батарей, местных, подвижных парков, лабораторий и др. артиллерийских заведений, подведомственных ген.-фельдцейхмейстеру; рассмотрение и составление донесений об инспекторских смотрах; ведение дел по снабжению войск и крепостей огнестрельным и холодным оружием, огнестрельными припасами и ремонтным содержанием и др. Начальниками штаба генерал-фельдцейхмейстера в то время были: кн. И. А. Долгоруков (1830—1848); А. П. Безак 1-й (1848—1856); А. А. Баранцев (1856—1862). 
Произведён, за отличие по службе, в штабс-капитаны 27 апреля (9 мая) 1840. Переведён в штабс-капитаны лейб-гвардии 1-й артиллерийской бригады 1 (13) июля 1843. Произведён, на вакансию, в капитаны лейб-гвардии 1-й артиллерийской бригады 6 (18) декабря 1844. Произведён, за отличие по службе, в полковники 31 декабря 1845 (12 января 1846), со старшинством с 11 (23) августа 1845, с зачислением по полевой пешей артиллерии. 27 января (8 февраля) 1846 откомандирован «для осмотра ныне же переделочного ударного оружия» в полках Гвардейского и Гренадерского корпусов, как офицер, имеющий «уже достаточные сведения в оружейном делопроизводстве». Этим же указом Ольхин назначался штаб-офицером к «постоянному осмотру в полках переделочного оружия на будущее время», с оставлением при штабе генерал-фельдцейхмейстера. Действовал на основании «Инструкции для осмотра в полках оружия, переделанного из кремниевого в ударное», высочайше утверждённой тем же указом. 8 (20) мая 1847 командирован в Новгородскую губернию. Во исполнение высочайшего указа, назначен штаб-офицером для смотра оружия в войсках 19 (31) декабря 1850. Принимал участие в деятельности комиссий по перевооружению русской армии.
Участник Крымской войны в составе войск, охранявших побережье Санкт-Петербургской губернии и Выборгского уезда. Занимался укреплением обороны прибрежных крепостей. Назначен начальником полевой артиллерии войск в Великом княжестве Финляндском 5 (17) сентября 1854, с оставлением при штабе инспектора всей артиллерии и по полевой пешей артиллерии. Произведён, за отличие по службе, в генерал-майоры 27 марта (8 апреля) 1855, с оставлением в должности и при штабе инспектора всей артиллерии. За отличное состояние вверенных ему частей полевой артиллерии в Финляндии и успешное вооружение крепостных береговых батарей объявлено монаршее благоволение 1 (13) апреля 1856. К этому времени относятся неоднократные упоминания о семье Ольхиных писателем А. В. Дружининым, в то время завсегдатая их семьи, в своем дневнике: «Оттуда к Марье Сергеевне, которая тоже пополнела, похорошела, зарумянилась и стала интересна. У ней нашел графа Армфельта и генерала Девитта. Сам Ольхин в Финляндии, начальствует какими-то береговыми батареями». 
По окончании Крымской войны прикомандирован ко 2-й артиллерийской полевой бригаде, с причислением к Управлению инспектора оружейных заводов 17 (29) сентября 1856. Управление инспектора оружейных заводов выполняло роль посредника между заводами — изготовителями оружия, и оружейным отделением Артиллерийского департамента Военного министерства. Основной обязанностью инспекторов управления было снятие претензий войск к оружейникам и обеспечение качества оружейных работ.  
Назначен членом высочайше учреждённого Комитета об улучшении штуцеров и ружей (Оружейного комитета, Оружейной комиссии). Оружейный комитет был образован в октябре 1830 года при Военном министерстве для ведения теоретических и опытных исследований по усовершенствованию огнестрельного оружия. На комитет было возложено рассмотрение проектов и изобретений по части ручного огнестрельного и холодного оружия; ведение теоретических и практических исследований по всем вопросам, относящимся к теории, практике и технике ручного оружия; обсуждение этих вопросов; распространение правил меткой стрельбы из ручного огнестрельного оружия в войсках. Комитет подчинялся непосредственно генерал-фельдцейхмейстеру. Председателем комитета с 1830 по 1846 год служил генерал от инфантерии, генерал-адъютант М. Е. Храповицкий, крестный отец всех старших детей А. А. Ольхина: Александра, Сергея, Николая и Марии. При службе в комитете Ольхина его председателем был герцог Г. Г. Мекленбург-Стрелицкий, возглавлявший комитет с 1855 по 1860 год. Комитет был упразднен 13 (25) марта 1860, с передачей его функций в Оружейную комиссию Временного артиллерийского комитета, которую возглавил он же — герцог Г. Г. Мекленбург-Стрелицкий, и в Царскосельскую стрелковую офицерскую школу.   
Переведён во 2-ю артиллерийскую бригаду 21 декабря 1856 (2 января 1857), с оставлением при управлении и в Оружейном комитете. По должности члена Комитета об улучшении штуцеров и ружей, в награду отлично-усердной и ревностной службы, пожалован орденом Св. Владимира 3 степени 16 (28) августа 1857. Зачислен по полевой пешей артиллерии, с оставлением членом Оружейного комитета 21 декабря 1857 (2 января 1858). Участвовал в комиссии по перевооружению войск дульнозарядной шестилинейной винтовкой образца 1856 года. В 1858 участвовал в комиссии по перевооружению войск винтовками с разными видами прицелов: стрелковым ружьем с гессенским прицелом Юнга с длинным щитиком для стрельбы на 1200 шагов и пехотным ружьем с коротким щитиком для стрельбы на 600-700 шагов. Уволен в заграничный отпуск, в Швейцарию, на два месяца 25 июля (6 августа) 1859; отпуск продлён ещё на два месяца, в Швейцарию, Бельгию и Францию, 12 (24) ноября 1859. 
Назначен совещательным членом Оружейной комиссии (Оружейного отдела) Временного артиллерийского комитета (Артиллерийского комитета) и прикомандирован к Управлению инспектора оружейных заводов 24 августа (5 сентября) 1860. Принимал участие в комиссиях по испытаниям различных образцов нарезных винтовок, переделанных из дульнозарядных ружей, по системам Терри-Нормана, Карле, Таннера, Крика, Гогенбрюка и др. С 1866 года началась всеобщая переделка дульнозарядных винтовок в казнозарядные. Ружья систем Терри-Нормана и Карле, «обладая почти одинаковыми боевыми свойствами, недолго использовались в русской армии». Система Терри-Нормана образца 1866 года существовала только в виде экспериментальных образцов, а русская игольчатая винтовка системы Карле, появившаяся в войсках в 1867 году, была снята с вооружения на следующий год, быстро устарев. 
Произведён, за отличие по службе, в генерал-лейтенанты 28 октября (9 ноября) 1866, с оставлением в должности и при управлении. По упразднении в 1869 году Управления инспектора оружейных заводов от него отчислен, с оставлением по пешей артиллерии и совещательным членом Оружейного отдела Артиллерийского комитета при Главном артиллерийском управлении Военного м-ва 20 марта (1 апреля) 1869. Служил в той должности до своей смерти. 
Как член Оружейной комиссии, принимал участие в разработке мероприятий, способствующих наиболее эффективному и лучшему сбережению стрелкового оружия, в частности, револьверов системы Лефоше, принятых на вооружение Отдельным Корпусом жандармов, и пистолетов. По предписанию товарища генерал-фельдцейхмейстера, назначен председателем особой комиссий по приему с заводов Н. И. Путилова 10000 винтовок нового образца системы флота лейтенанта Н. М. Баранова 14 (26) апреля 1869. Производство этих винтовок осуществлялось при непосредственном участии и под покровительством цесаревича Александра. Винтовка Баранова была принята на вооружение флота. 
28 февраля (12 марта) 1831 признан в потомственном дворянском достоинстве по ордену отца и внесен в 1 ч. ДРК С.-Петербургской губернии; 27 мая (8 июня) 1831 утверждён указом Временного присутствия Герольдии; 13 (25) сентября 1848 повторно (вследствие уничтожения предыдущего дела пожаром) утверждён указом Сената по Департаменту герольдии.  
Член Санкт‑Петербургского Английского собрания с 1856 по 1864 год. Участвовал в чествовании 50-летней литературной деятельности Н. И. Греча 27 декабря 1854 (8 января 1855).  
Деятельный участник крестьянской, судебной и земской реформ Александра II. В 1858 от петербургского дворянства избран кандидатом в члены Комитета для составления проекта положения об устройстве и улучшении быта помещичьих крестьян по Санкт-Петербургскому уезду, принимал участие в подготовке Крестьянской реформы. На 1863 записался во временное петербургское купечество, по 2-й гильдии, в число торгующих дворян. С 16 (28) марта 1865 избран гласным Санкт-Петербургского уездного земского собрания; с 28 февраля (12 марта) 1866 избран почётным мировым судьей Санкт-Петербургского уезда; с 1 (13) марта 1866 избран членом комиссии С.-Петербургского уездного земского собрания по организации мировых съездов. С 1871 состоял действительным членом Санкт-Петербургского собрания сельских хозяев. 
При жизни матери генерал Ольхин управлял её обширным имением на границе Санкт-Петербургского уезда с Выборгской губернией, обременённым многочисленными долгами. Во время крестьянской реформы 1861 года в белоостровское имение была введены войска для усмирения крестьянских волнений, в связи с отказом приписных к фабрикам и заводам крестьян выходить на работу, платить денежный оброк и нести другие смешанные повинности. Согласно завещанию матери за генералом Ольхиным и его супругой совместно с наследниками его умершего брата Николая состояло родовое имение: в Санкт-Петербурге —  
- деревянный дом на каменном фундаменте в Выборгской части,
- каменная кладовая в Гостином дворе,
- нанимаемая лавка для торговли бумажными изделиями в доме католической церкви Св. Екатерины,
- 29 000 десятин земли с 1801 душой мужского пола,
- писчебумажная фабрика «Александровка»,
- медно-расковочный (меде-плющильный) и чугуноплавильный заводы в Белоостровской (деревни: Валкисари, Мотторово, Мертути, Валакуль старый и Валакуль новый, Кальлево, Майнелово, Редуголь, Аккази, Алосари, Заболотье — в коих, по 10-ревизии, было 632 муж. пола крестьянских душ[23]), Кюлиятской (деревни: Муратово, Охта, Мустолово, Сутелово, Юдикалово, Максельки, Ривельмяки, Лавоземяки, Левошки, Кюльятка, Термолово — в коих, по 10-й ревизии, было 520 крестьян муж. пола[24]) и Акосарской вотчинах Санкт-Петербургского уезда[25].
- Другая писчебумажная фабрика — «Елизаветинка», принадлежавшая Ольхиным, управлялась одноименным фабричным сельским обществом «Селение бумажной фабрики Елизаветинки». По 10-й ревизии, здесь числилось 183 крестьянских душ муж. пола.

С декабря 1864 года управление делами недвижимого имения Ольхиных перешло к комитету кредиторов, избравшего «администрацию по делам наследников умершей вдовы действительного статского советника Е. Н. Кайдановой», и Ольхины лишились прав на созданный их предками семейный капитал.
Умер в Санкт-Петербурге 7 (19) апреля 1873. Похоронен в Троицкой (Кайдановской) церкви в с. Александровке, построенной на средства его матери, на правом клиросе. Исключён из списков 29 сентября (11 октября) 1873.  

## Награды
- Чин полковника (31.12.1845)
- Орден Святой Анны 3 степени (6.12.1848)
- Орден Святой Анны 2 степени (6.12.1850)
- Знак отличия беспорочной службы «XX» лет (22.08.1854)
- Чин генерал-майора (27.03.1855)
- Монаршее благоволение (1.04.1856)
- Медаль «В память войны 1853—1856», на Андреевской ленте (1856)
- Орден Святого Владимира 3 степени (16.08.1857)
- Орден Святого Станислава 1 степени (25.01.1863)
- Чин генерал-лейтенанта (28.10.1866)
- Орден Святой Анны 1 степени (17.04.1870)

## Семья
Отец — предприниматель и землевладелец, крупный фабрикант, коммерции советник Александр Васильевич Ольхин. Первым браком, с 1792 г. был женат на Авдотье Мартыновне Глуховой, дочери именитого калужского купца. От первого брака имел восемь детей. После развода в 1811 г. женился повторно на Елизавете Николаевне Авдеевой.
Мать — Елизавета Николаевна (в первом браке Плат, в третьем — Кайданова) (1790—6.09.1861), дочь коллежского асессора Николая Истратовича Авдеева. В 1805 г. первым браком вышла замуж за штаб-лекаря Ивана Ивановича Плата, служившего врачом в Экспедиции о государственных доходах, а впоследствии в Лесном департаменте. В первом браке родилась её дочь Прасковья (Параскева) Ивановна Ярышкина, (род. 23.03.1809). Получив развод с первым мужем, с 8 (20) января 1811 вышла замуж за А. В. Ольхина. Их общие дети:
- Александра (младшая),
- Александр,
- Николай, камер-юнкер и надворный советник,
- Александра (старшая), жена тайного советника Ростовцева.

После смерти второго мужа, А. В. Ольхина, Елизавете Николаевне доставлись в наследство две его бумажные фабрики, медный и «железоплющильный» заводы в Санкт-Петербургском уезде. На Московской мануфактурной и промышленной выставке 1853 года она была награждена Государственным гербом «за производство хорошей писчей бумаги на её фабрике и за введение на ней разного рода улучшений». 12 (24) ноября 1820 Ольхина третьим браком вышла замуж за доктора медицины, статского советника Я. К. Кайданова.
Жена — Мария Сергеевна Кусова (28.12.1817—8.06.1910), дочь потомственного дворянина, санкт-петербургского купца Сергея Ивановича Кусова и его жены Хионии Николаевны, урождённой Кувшинниковой. Начальница Мариинского института с 1863 по 1903 год. Их венчание с Александром Ольхиным состоялось  13 (25) января 1839 в церкви Симеона и Анны. 
Их дети:
- Сын Александр (13.10.1839—22.11.1897), дипломат и юрист, коллежский асессор, мировой судья, присяжный поверенный, общественно-политический и революционный деятель, поэт.
- Сын Сергей (13.01.1841—10.09.1916), тайный советник, член совета министра финансов, член совета Александровского лицея.
- Сын Николай (20.12.1842[35]—18.11.1912), статский советник, чиновник Министерства внутренних дел, в 1870-х—1890-х почётный мировой судья по Санкт-Петербургскому уезду, с 1883 по 1895 год заседатель санкт-петербургской дворянской опеки, сторонник революционного движения в России.
- Дочь Мария (8.12.1844—6.10.1913), педагог, пианистка-любительница, общественная деятельница. Была деятельной помощницей своей матери в Мариинском институте. С 1875 по 1890 служила помощницей инспектора Санкт-Петербургской консерватории.
- Дочь Елизавета (21.09.1848—8.05.1930), педагог, женщина-врач. Закончила Мариинский институт со званием домашней учительницы в 1867, затем Женские врачебные курсы с правом врачебной практики. Участвовала в Русско-турецкой войне 1877―1878 гг. в качестве сестры милосердий и за заслуги была награждена медалью «За храбрость» и другими наградами. С 1886 практикующая женщина-врач, специалист по женским и детским болезням; затем ассистент при частной хирургической лечебнице доктора медицины Гейера; в 1891—1898 годах преподавательница гигиены в учреждениях ведомства императрицы Марии; член Общества охранения здоровья женщины, преподавательница курсов подготовки сестер милосердия по уходу за больными и раненными, и курсов по уходу за детьми в 1904—1905 годах.
- Дочь Фаина Поленова (14.07.1853—1920), педагог, певица и пианистка, общественная деятельница. Окончила Мариинский институт со званием домашней учительницы. 25 мая 1880 окончила Санкт-Петербургскую консерваторию по классу пения у профессора К. Ф. Эврара (Эверарди) с дипломом на звание свободного художника. В 1892 брала уроки игры на фортепьяно у композитора М. А. Балакирева. В 1909—1911 служила попечительницей елецкого Алексеевско-Воейковского земского училища. Была замужем сенатором А. Д. Поленовым.